# 平海郡
平海郡（ピョンヘぐん、へいかいぐん、朝鮮語: 평해군）は、朝鮮江原道にかつて存在した郡である。現在の慶尚北道蔚珍郡南部（箕城面、温井面、厚浦面、平海邑）にあった行政区域である。鬱陵郡が設置する前まで、鬱陵島と竹島も平海県に属した。1895年に平海郡に昇格され、1914年に郡面併合により蔚珍郡に統合された。